# Договор «эсминцы в обмен на базы»
Эсминцы в обмен на соглашение по базам (англ. Destroyers for Bases Agreement) — договор о передаче 50 американских эсминцев британскому ВМФ. Договор был заключён 2 сентября 1940 года между США и Великобританией. Американские эсминцы времён Первой мировой войны находившиеся на консервации, передавались британской стороне в обмен на долгосрочную аренду (на 99 лет) ряда английских колониальных земель.

## Исторический фон
После начала Второй мировой войны и поражения Франции в 1940 году, Великобритания осталась единственным противником нацистской Германии.
Английский Комитет начальников штабов в мае 1940 года пришёл к выводу, что с падением Франции, без экономической и финансовой помощи Соединённых Штатов, Великобритания не сможет продолжить войну с надеждой на какой-нибудь успех (англ. "we do not think we could continue the war with any chance of success"). Несмотря на то, что американское правительство с симпатией относилось к борьбе англичан, в самом американском обществе были сильны изоляционистские настроения. В силу этой политики «невмешательства» американское правительство старалось до поры до времени избегать вовлечения в «ещё одну европейскую войну». Согласно принятым конгрессом в 30-х годах XX-го века Актам о Нейтралитете Соединенные Штаты не могли продавать или сдавать в аренду корабли и вооружение любой из европейских воюющих сторон. Кроме того, ситуацию для британской стороны ухудшало то, что президент Франклин Делано Рузвельт готовился к выборам 1940 года и нарушение или радикальное изменение этих актов могло сильно ударить по его популярности.

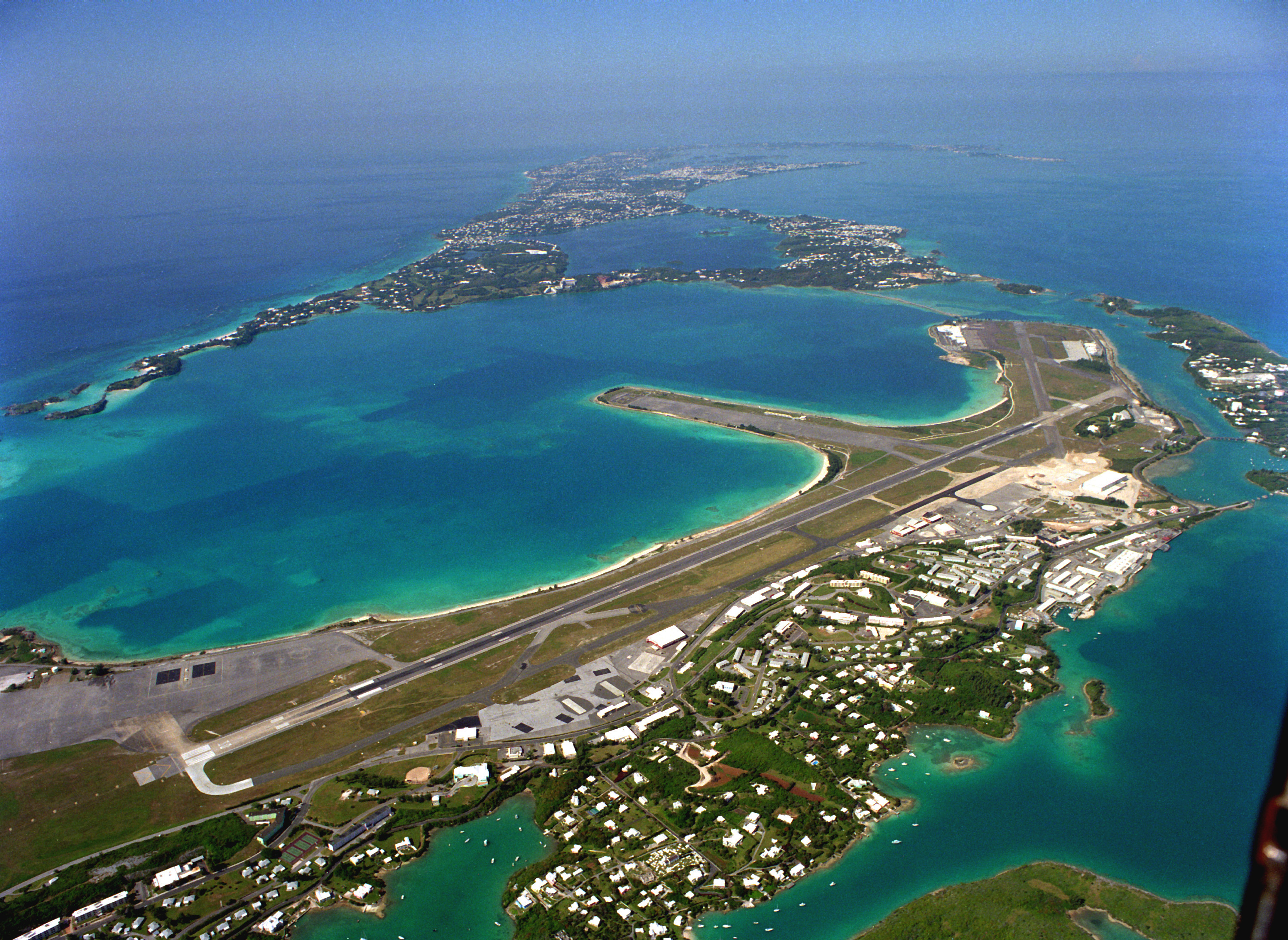
Одна из перешедших к американской стороне авиабаз. На фото (1993 год) ВПП авиабазы «Киндли», Бермуды

После эвакуации британского экспедиционного корпуса в конце мая 1940 года из Франции, ситуация в битве за Атлантику для Англии резко ухудшилась. Германия заполучила много обустроенных военно-морских баз на Атлантическом побережье. Её подводные лодки почти безнаказанно терроризировали морские конвои и одиночные транспорты обеспечивающие Великобританию продовольствием и прочими ресурсами.
В мае 1940 года вермахт успешно завоёвывал Францию и многие в американском правительстве были уверены в неизбежности разгрома французских и британских континентальных сил. В эти дни Америка через британского посла Филипа Керра сделала предложение английской стороне о сдаче в долгосрочную аренду авиационных баз находящихся на Тринидаде, Бермудах и Ньюфаундленде. Британский премьер-министр Уинстон Черчилль ознакомившись с предложением 27 мая 1940 года, первоначально отверг его, так как оно не предусматривало получения ничего конкретного взамен, по крайней мере, сразу или как можно быстрее. 1 июня, когда результат Французской кампании стал очевиден, президент Рузвельт сумел обойти «акт о нейтралитете» заявив о наличии у Америки излишков устаревшего вооружения. Благодаря этому, в Англию пошли миллионы патронов и сотни тысяч единиц стрелкового оружия. Но просьбу британской стороны о передаче ей американских эсминцев, Рузвельт отклонил.
К августу 1940 года Британская империя в одиночестве противостояла Германии и её союзникам. Американский посол в Англии Джозеф Кеннеди сообщил, что блокада Британского острова стала «неизбежной». Уинстон Черчилль не переставал оказывать давление на союзную сторону и напоминал Рузвельту, что в случае падения Англии, британские колониальные владения окажутся в руках противника, который сможет в этом случае представлять для Америки прямую угрозу.

## Сделка

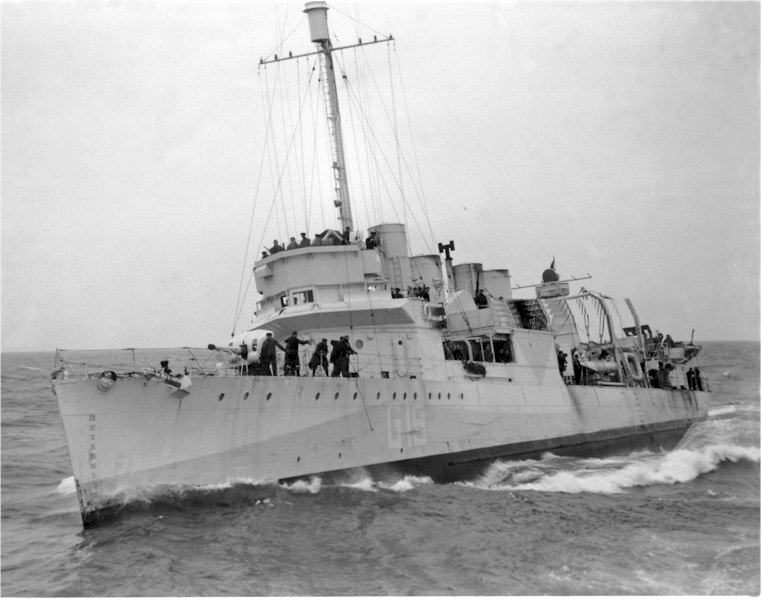
Один из 50 переданных эсминцев. При спуске, на английской службе — HMS «Leamington», в составе советского ВМФ — эсминец «Жгучий»

2 сентября 1940 года, в разгаре авиационной битвы за Британию, американский госсекретарь Корделл Халл объявил о согласии передачи военных кораблей британскому ВМФ. В обмен на корабли американская сторона желала получить в бесплатную 99-летнюю аренду воздушные и/или морские базы в следующих местах:
- Ньюфаундленд (сегодняшняя часть канадской провинции Ньюфаундленд и Лабрадор).
- Восточная часть Багам
- Южное побережье Ямайки
- Западное побережье Сент-Люсии,
- Западное побережье Тринидада (включая залив Пария)
- Антигуа
- побережье Британской Гайаны (на сегодняшний день государство Гайана) вплоть до 50-мильного расстояния до Джорджтауна.

Соглашение также предоставляло американской стороне права на гавани Грейт Саунд (Бермуды) и Кастл Харбор остров Бермуда; Южное и восточное побережье острова Ньюфаундленд.
Помимо прямой поддержки Англии в виде военных кораблей, можно признать косвенной помощью то, что британские гарнизоны Бермуд и Ньюфаундленда теперь можно было направить на другие, более нуждающиеся участки военных действий. Это стало возможным в силу того, что базы занимались американскими военными. Дополнительным залогом безопасности вышеуказанных земель служило то, что Америка формально продолжала соблюдать нейтралитет, и нападение какой-либо из стран Оси на эти территории автоматически вовлекало бы США в участие во Второй мировой войне на стороне стран антигитлеровской коалиции.
Соединённые Штаты Америки совершили сделку и при этом считали себя формально не нарушившими «Акт о нейтралитете», сославшись на то, что договор шёл «на укрепление национальной безопасности США» (англ. «to enhance the national security of the United States»).
50 эсминцев были переданы британской стороне сразу же после подписания этого договора. 43 из них попали в британский ВМФ, 7 были переданы силам канадского королевского флота.

## Отношение к сделке в США и Англии

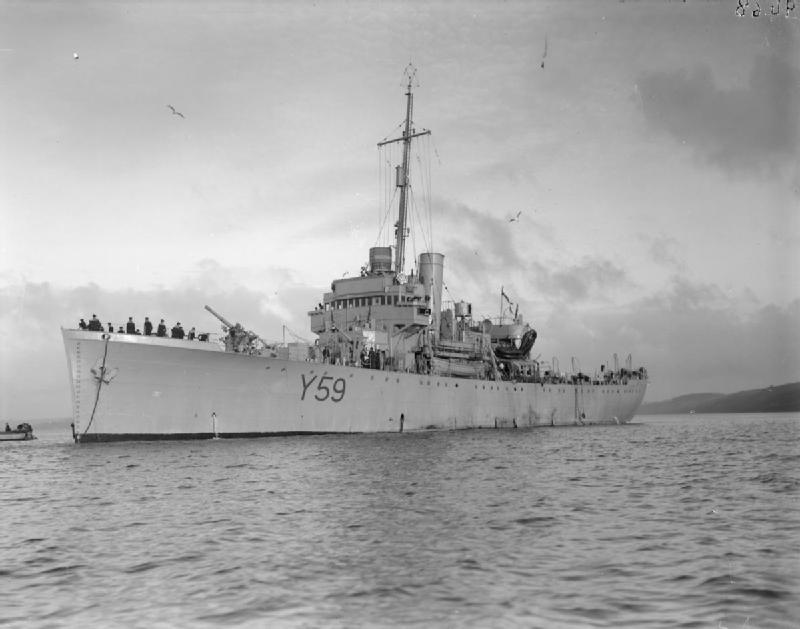
Один из 10 переданных дополнительно шлюпов класса «Бэнфф» «HMS Fishguard»

Уинстон Черчилль высказывал недовольство заключённым договором. В частных беседах он даже сравнивал этот договор с тогдашними отношениями СССР и Финляндии. Англия почти на век пожертвовала стратегическими землями в обмен на 50 уже устаревших как морально так и физически эскадренных миноносцев. Корабли, построенные в рамках обширной программы США по кораблестроению времён Первой мировой войны, нуждались в модернизации, перевооружении и иных ремонтных работах. Один из британских адмиралов назвал полученные эсминцы «худшими из когда-либо им виденных». К маю 1941 года, действительно, только 30 из 50 эсминцев были на ходу и не требовали ремонта. Американская сторона в своё оправдание заявляла, что эсминцам по дороге в Великобританию пришлось пережить сильные штормы, что не могло не сказаться на их боепригодности.
В дополнение к эсминцам, Франклин Рузвельт, знающий о недовольстве британской стороны заключённой сделкой, в 1941 году в качестве союзнического жеста передал Англии 10 шлюпов класса «Бэнфф». Их можно было сравнивать с эсминцами и по боевым возможностям и по тоннажу. Они превосходили эсминцы класса «Таун» по радиусу действия и были более современными.
Соглашение об обмене 50 эсминцев на базы послужило важной отправной точкой в рамках Атлантической хартии.

## Судьба кораблей
В военно-морских силах британского содружества эсминцы получили новые названия — по городам Великобритании и сформировали собой новый тип в классификации британского флота «Таун». При этом надо понимать, что этот тип эсминцев существовал только в английской классификации и был напрямую связан с заключением соглашения об обмене 50 эсминцев на базы. Эсминцы типа «Таун» в действительности были представителями трёх типов: эсминцы типа «Колдуэлл», эсминцы типа «Викс», эсминцы типа «Клемсон».
Ближе к концу войны британский королевский флот начал передачу (часть — в рамках ленд-лиза) принятых от Америки кораблей военно-морским силам союзников и освобождённых стран. Флот Канады принял ещё девять английских эсминцев. Пять эсминцев было передано ВМФ Норвегии. Эсминец «Кемпбелтаун», позже прославившийся во время рейда на Сен-Назер, успел недолго послужить в королевском флоте Нидерландов. Девять эсминцев были переданы советскому ВМФ.
Всего из 50 эсминцев шесть были потоплены подлодками, три (включая «Кемпбелтаун») погибли при других обстоятельствах.

## История баз
- Бермуды

В 1940 была сооружена База военно-морской авиации «Бермуды-дополнительный» для гидросамолётов. Использовалась по прямому назначению до 1965 года (к этому времени ВМФ США переместил всю авиацию на том участке на отсыпную авиабазу «Kindley Air Force Base»). Продолжала функционировать под различные задачи как военно-морская «Бермуды-дополнительный» до 1995 года.
- Ньюфаундленд (доминион)

Аэродром Пепперелл (позднее авиабаза) (закрыт в августе 1961 года)
Армейский аэродром Гуз Бэй (позднее авиабаза) (Передана Канадским вооружённым силам, июль 1976 года)
Армейский аэродром Стефенвиль (позднее авиабаза) (закрыт, июль 1966 года)
МакЭндрю аэродром (позднее авиабаза) (передана американскому ВМФ, 1955 год)
Военно-морская база
Военно-морская база «Арджентиа» (закрыта в 1994 году)
Несколько вспомогательных баз, принадлежащих сухопутным войскам, морской пехоте и частям снабжения.

### «Британская Вест-Индия
- Антигуа

База военно-морской авиации на полуострове Креббс
Армейский аэродром Кулидж» (позднее авиабаза) (закрыта в 1949 году)
- Багамские Острова

База гидропланов на острове Эксума (Джорджтаун)
- Британская Гайана

Армейский аэродром («Аткинсон») (позднее авиабаза) (закрыта в 1949 году)
База гидропланов под «en:Suddie.
- Ямайка

Армейский аэродром Вернам») (позднее авиабаза) (закрыта в 1949 году)
База военно-морской авиации (Little Goat Island) и база ВМФ в «en:Port Royal
- Сент-Люсия

Армейский аэродром Beane» (позднее авиабаза) (закрыта в 1949 году)
База военно-морской авиации «Gros Islet Bay»
- Тринидад

Армейский аэродром «Уоллер» (позднее авиабаза) (закрыта в 1949 году)
Армейский аэродром «Карлсен» (позднее авиабаза) (закрыта в 1949 году)
Также находились военно-морская база, база военно-морской авиации, база дирижаблей, радиостанция

## Эскадренные миноносцы
| No | Название                    | Тип        | Служба |
| -- | --------------------------- | ---------- | --- |
| 01 | USS Craven (DD-70)          | «Колдуэлл» | Передан Великобритании. Переименован в эсминец HMS Lewes. Затоплен 12 октября 1945 года. |
| 02 | USS Conner (DD-72)          | «Колдуэлл» | Передан Великобритании. Переименован в эсминец HMS Leeds. Пущен на слом в 1947 году. |
| 03 | USS Stockton (DD-73)        | «Колдуэлл» | Передан Великобритании. Переименован в эсминец HMS Ludlow. Потоплен в качестве плавучей мишени в 1945 году. |
| 04 | USS Wickes (DD-75)          | «Викс»     | Передан Великобритании. Переименован в эсминец HMS Montgomery. Пущен на слом в 1945 году. |
| 05 | USS Philip (DD-76)          | «Викс»     | Передан Великобритании. Переименован в эсминец HMS Lancaster. Пущен на слом в 1947 году |
| 06 | USS Evans (DD-78)           | «Викс»     | Передан Великобритании. Переименован в эсминец HMS Mansfield. Пущен на слом в 1945 году. |
| 07 | USS Sigourney (DD-81)       | «Викс»     | Передан Великобритании. Переименован в эсминец HMS Newport. Пущен на слом в 1947 году. |
| 08 | USS Robinson (DD-88)        | «Викс»     | Передан Великобритании. Переименован в эсминец HMS Newmarket. Пущен на слом в 1945 году. |
| 09 | USS Ringgold (DD-89)        | «Викс»     | Передан Великобритании. Переименован в эсминец HMS Newark. Пущен на слом в 1947 году. |
| 10 | USS Fairfax (DD-93)         | «Викс»     | Передан Великобритании. Переименован в эсминец HMS Richmond. Передан СССР в 1944 году. Переименован в «Живучий»). Пущен на слом в 1949 году.                                                                                |
| 11 | USS Williams (DD-108)       | «Викс»     | Передан Канаде. Переименован в эсминец HMS St. Clair. Пущен на слом в 1946 году. |
| 12 | USS Twiggs (DD-127)         | «Викс»     | Передан Великобритании. Переименован в эсминец HMS Leamington. Передан СССР в 1944 году. Переименован на («Жгучий»). Пущен на слом в 1951 году.                                                                             |
| 13 | USS Buchanan (DD-131)       | «Викс»     | Передан Великобритании. Переименован в эсминец HMS Campbeltown. Стал миной-тараном разрушившей сухой док стратегического значения, при рейде на Сен-Назер 28 марта 1942 года.                                               |
| 14 | USS Aaron Ward (DD-132)     | «Викс»     | Передан Великобритании. Переименован в эсминец HMS Castleton. Пущен на слом в 1947 году. |
| 15 | USS Hale (DD-133)           | «Викс»     | Передан Великобритании. Переименован в эсминец HMS Caldwell. Пущен на слом в 1944 году. |
| 16 | USS Crowninshield (DD-134)  | «Викс»     | Передан Великобритании. Переименован в эсминец HMS Chelsea. Передан СССР в 1944 году. Переименован в «Дерзкий». Пущен на слом в 1949 году.                                                                                  |
| 17 | USS Tillman (DD-135)        | «Викс»     | Передан Великобритании. Переименован в эсминец HMS Wells. Пущен на слом в 1945 году. |
| 18 | USS Claxton (DD-140)        | «Викс»     | Передан Великобритании. Переименован в эсминец HMS Salisbury. Пущен на слом в 1944 году. |
| 19 | USS Yarnall (DD-143)        | «Викс»     | Передан Великобритании. Переименован в эсминец HMS Lincoln. Передан Канаде в 1942 году. Сохранил английское название — эсминец HMCS Lincoln. Передан СССР в 1944 году. Переименован в «Дружный». Пущен на слом в 1952 году. |
| 20 | USS Thatcher (DD-162)       | «Викс»     | Передан Канаде. Переименован в эсминец HMCS Niagara. Пущен на слом в 1946 году. |
| 21 | USS Cowell (DD-167)         | «Викс»     | Передан Великобритании. Переименован в эсминец HMS Brighton. Передан СССР в 1944 году. Переименован в «Жаркий». Возвращён Великобритании в 1949 году. Был сразу пущен на слом.                                              |
| 22 | USS Maddox (DD-168)         | «Викс»     | Передан Великобритании. Переименован в эсминец HMS Georgetown. Передан СССР в 1944 году. Переименован в («Доблестный»). Пущен на слом в 1949 году.                                                                          |
| 23 | USS Foote (DD-169)          | «Викс»     | Передан Великобритании. Переименован в эсминец HMS Roxborough. Передан СССР в 1944 году. Переименован в («Жёсткий»). Возвращён Великобритании в 1949 году. Пущен на слом в 1952 году.                                       |
| 24 | USS Kalk (DD-170)           | «Викс»     | Передан Канаде. Переименован в эсминец HMCS Hamilton. Пущен на слом в 1945 году. |
| 25 | USS Mackenzie (DD-175)      | «Викс»     | Передан Канаде. Переименован в эсминец HMCS Annapolis. Пущен на слом в 1945 году. |
| 26 | USS Hopewell (DD-181)       | «Викс»     | Передан Великобритании. Переименован в эсминец HMS Bath. Потоплен 19 августа 1941 года немецкой субмариной U-204. |
| 27 | USS Thomas (DD-182)         | «Викс»     | Передан Великобритании. Переименован в эсминец HMS St. Albans. Передан СССР в 1944 году. Переименован в «Достойный»). Пущен на слом в 1949 году.                                                                            |
| 28 | USS Haraden (DD-183)        | «Викс»     | Передан Великобритании. Затем был передан Канаде. Переименован из эсминца HMS Columbia в HMCS Columbia. Пущен на слом в 1945 году.                                                                                          |
| 29 | USS Abbot (DD-184)          | «Викс»     | Передан Великобритании. Переименован в эсминец HMS Charlestown. Пущен на слом в 1947 году. |
| 30 | USS Doran (DD-185)          | «Викс»     | Передан Великобритании. Переименован в эсминец HMS St. Marys. Пущен на слом в 1947 году. |
| 31 | USS Satterlee (DD-190)      | «Клемсон»  | Передан Великобритании. Переименован в эсминец HMS Belmont. Потоплен немецкой субмариной U-82 31 января 1942 года. |
| 32 | USS Mason (DD-191)          | «Клемсон»  | Передан Великобритании. Переименован в эсминец HMS Broadwater. Потоплен немецкой субмариной U-101 18 октября 1941 года. |
| 33 | USS Abel P Upshur (DD-193)  | «Клемсон»  | Передан Великобритании. Переименован в эсминец HMS HMS Clare. Пущен на слом в 1945 году. |
| 34 | USS Hunt (DD-194)           | «Клемсон»  | Передан Великобритании. Переименован в эсминец HMS Broadway. Пущен на слом в 1947 году. |
| 35 | USS Welborn C Wood (DD-195) | «Клемсон»  | Передан Великобритании. Переименован в эсминец HMS Chesterfield. Пущен на слом в 1947 году. |
| 36 | USS Branch (DD-197)         | «Клемсон»  | Передан Великобритании. Переименован в эсминец HMS Beverley. Потоплен немецкой субмариной U-188 11 апреля 1943 года. |
| 37 | USS Herndon (DD-198)        | «Клемсон»  | Передан Великобритании. Переименован в эсминец HMS Churchill. Передан СССР в 1944 году. Переименован в «Деятельный». Затонул 16 января 1945 года при невыясненых обстоятельствах.                                           |
| 38 | USS McCook (DD-252)         | «Клемсон»  | Передан Канаде. Переименован в эсминец HMCS St. Croix. Потоплен немецкой субмариной U-952 20 сентября 1943 года. |
| 39 | USS McCalla (DD-253)        | «Клемсон»  | Передан Великобритании. Переименован в эсминец HMS Stanley. Потоплен немецкой субмариной U-574 18 декабря 1941 года. |
| 40 | USS Rodgers (DD-254)        | «Клемсон»  | Передан Великобритании. Переименован в эсминец HMS Sherwood. Потоплен в качестве плавучей мишени в 1945 году. |
| 41 | USS Bancroft (DD-256)       | «Клемсон»  | Передан Канаде. Переименован в эсминец HMCS St. Francis. Затонул в 1945 по пути на слом. |
| 42 | USS Welles (DD-257)         | «Клемсон»  | Передан Великобритании. Переименован в эсминец HMS Cameron. Был серьёзно повреждён во время авианалёта на Портсмут 5 декабря 1940 года.                                                                                     |
| 43 | USS Aulick (DD-258)         | «Клемсон»  | Передан Великобритании. Переименован в эсминец HMS Burnham. Пущен на слом в 1947 году. |
| 44 | USS Laub (DD-263)           | «Клемсон»  | Передан Великобритании. Переименован в эсминец HMS Burwell. Пущен на слом в 1947 году. |
| 45 | USS McLanahan (DD-264)      | «Клемсон»  | Передан Великобритании. Переименован в эсминец HMS Bradford. Пущен на слом в 1946 году. |
| 46 | USS Edwards (DD-265)        | «Клемсон»  | Передан Великобритании. Переименован в эсминец HMS Buxton. Передан Канаде в 1943 году. Сохранил английское название — эсминец HMCS Buxton. Пущен на слом в 1946 году.                                                       |
| 47 | USS Shubrick (DD-268)       | «Клемсон»  | Передан Великобритании. Переименован в эсминец HMS Ripley. Пущен на слом в 1945 году. |
| 48 | USS Bailey (DD-269)         | «Клемсон»  | Передан Великобритании. Переименован в эсминец HMS Reading. Пущен на слом в 1945 году. |
| 49 | USS Swasey (DD-273)         | «Клемсон»  | Передан Великобритании. Переименован в эсминец HMS Rockingham. Подорвался на мине и затонул 27 сентября 1944 года. |
| 50 | USS Meade (DD-274)          | «Клемсон»  | Передан Великобритании. Переименован в эсминец HMS Ramsey. Пущен на слом в 1947 году. |